# Asplenium papyraceum
Asplenium papyraceum är en svartbräkenväxtart som först beskrevs av Jermy och T. G.Walker, och fick sitt nu gällande namn av N. Murak. och R. C. Moran. Asplenium papyraceum ingår i släktet Asplenium och familjen Aspleniaceae. Inga underarter finns listade.